# Écouché
Écouché (francia kiejtés: [ekuʃe] ⓘ) egy volt község Franciaország északnyugati részén, Orne megyében. 2016. január 1-jén beolvadt az új Écouché-les-Vallées községbe.

## Népesség
A település népességének változása:
| Lakosok száma | 1343 | 1390 | 1457 | 1409 | 1390 | 1361 | 1324 | 2237 | 1325 | 1268 |
|               | 1962 | 1968 | 1975 | 1990 | 1999 | 2008 | 2013 | 2016 | 2017 | 2018 |